# Thiemeia phoronea
Thiemeia phoronea är en fjärilsart som beskrevs av Doubleday 1849. Thiemeia phoronea ingår i släktet Thiemeia och familjen praktfjärilar. Inga underarter finns listade i Catalogue of Life.